# Herminie (frégate)

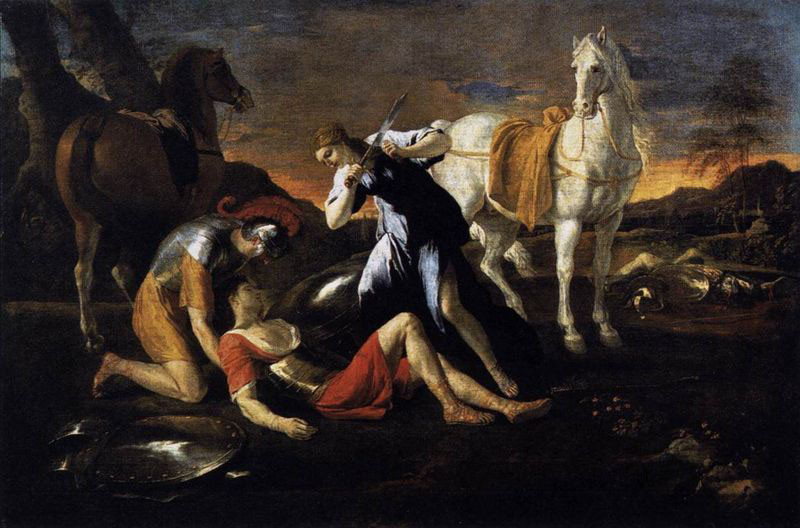
Tancrède et Herminie - Peinture de Nicolas Poussin : musée de l'Ermitage de Saint-Pétersbourg

L’Herminie est une frégate de la Marine française de 60 canons, entièrement en bois, longue de 54 m, large de 14 m. Mise sur cale en 1824 à Lorient, elle  est lancée en 1828.

## Historique
Elle participe à la prise d'Alger en 1830, sous les ordres du capitaine de vaisseau Louis François Jean Leblanc.
En 1838, commandée par le capitaine de vaisseau Bazoche, elle est chargée de maintenir le blocus des côtes mexicaines à la suite du différend franco-mexicain appelé la guerre des Pâtisseries. Les moyens de Bazoche étant insuffisants, la fièvre jaune sévissant dans l'équipage, ce dernier demanda son rappel en France.
Une escadre aux ordres du contre-amiral Baudin et comprenant notamment la corvette La Créole commandée par le Prince de Joinville prit la relève et s'empara du fort de San Juan de Ulúa (Mexique) le 28 novembre 1838.
L’Herminie avait alors quitté les côtes mexicaines. La frégate faisait route vers la France, venant de Cuba où elle avait déposé une centaine de malades. Ayant essuyé du mauvais temps, et en raison de l'état de son équipage éprouvé par la fièvre jaune  et diminué (70 % de l'équipage, Bazoche lui-même et la quasi-totalité des officiers atteints), elle avait l'intention de faire escale aux Bermudes. La frégate fit naufrage  le 3 décembre 1838, près de Chub Heads à proximité des Bermudes. Sans vent pour appuyer la manœuvre, l'équipage diminué fut incapable de l'empêcher de venir se fracasser sur les récifs.
L'Herminie avait un équipage de 495 hommes, officiers compris. Tous les membres de l'équipage survécurent au naufrage, mais ils furent internés sur l'ile par les Britanniques (les Bermudes sont encore aujourd'hui un territoire d'outremer britannique) qui leur firent exécuter des travaux forcés de construction d'une route, si bien que beaucoup d'entre eux, déjà atteints de la fièvre jaune, ne tardèrent pas à périr, avant que les quelques survivants ne soient rapatriés. (On n'était pourtant pas en guerre!) 
En raison de la fièvre jaune, les habitants de l'île hésitèrent à récupérer des marchandises ou des objets avant que l'épave ne disparaisse, comme ils en avaient l'habitude, ce qui fait de cette épave une des plus riches du point de vue archéologique, tout ayant coulé avec le navire. Bien que de nombreux objets aient été par la suite récupérés, le site reste un des plus remarquables pour les touristes plongeurs.
L'épave se trouve à moins de dix mètres de la surface, dans le triangle des Bermudes, à 32.19’.131 nord et  à 64.58’.539 ouest. Les parties en bois s'étant peu à peu décomposées, on ne voit plus que les parties métalliques. Il reste cependant une grande partie de la quille en bois qui donne une idée des dimensions du navire. Les principaux objets qu'on peut voir sous l'eau aujourd'hui sont les canons (2,50 m de long), les ancres dont l'une, gigantesque, est prise dans le corail, des armes (mousquets, munitions, boulets de canon), etc. Originalité, l'énorme cabestan servant à lever les ancres était actionné par deux ânes. On trouve aussi des briques de terre cuite qui devaient constituer le four de la cuisine et des réservoirs en cuivre qui devaient servir à entreposer l'eau.
Bazoche, rentré en France, fut acquitté honorablement de la responsabilité du naufrage.